# ゴールデンアックスII
『ゴールデンアックスII』 (GOLDEN AXE II) は、1991年12月27日にセガより発売されたメガドライブ専用のベルトスクロールアクションゲームである。
後にWiiのバーチャルコンソール対応ソフトやWindowsのSteam、iOSとして発売された他、北米や欧州ではPlayStation 2、PlayStation Portable用ソフト『セガジェネシスコレクション』（2006年）やPlayStation 3、Xbox 360用ソフト『Sonic's Ultimate Genesis Collection』（2009年）に収録されている。

## 概要
前作『ゴールデンアックス』（1989年）はアーケードゲームとして発表され、同年12月にメガドライブに移植されて発売された。それからおよそ2年後に本作は発売された。
本作は家庭用ゲーム機オリジナルの続編として制作され、その翌年に『ゴールデンアックス デスアダーの復讐』がアーケードで稼働し、以後『ゴールデンアックス』シリーズはアーケードと家庭用において別々の作品が続編として制作されていく事となった。
2007年6月5日にWiiのバーチャルコンソール対応ソフトとして配信が開始された。

## ゲーム内容

### システム
基本的なシステムは前作と同様、画面上に現れる敵キャラクターを剣や魔法を使用して倒していく内容となっている。全6ステージ。
プレイヤーキャラクターである主人公は前作に引き続きアックス＝バトラー、ティリス＝フレア、ギリウス＝サンダーヘッドの3人となっているが、敵キャラクターはほとんど一新されている。さらに魔法を使用するアイテムがポーションから魔法の書に変更された。
また、一部の攻撃方法や魔法の使用方法が以下の通りに変更されている。
- 後方の敵にも攻撃できる「スペシャルアタック」は、側面にいる全ての敵に有効になっている。
- 連続攻撃中に投げた敵は、他の敵へダメージを与える事ができるようになった。
- 魔法の使用方法が前作と同様の全ゲージ消費の「ノーマル」と、ボタンを押している長さで使用する魔法レベルが選択できる「スペシャル」の2種類から選択できるようになった。

前作ではスコアがない代わりに偏差値によってプライヤーの評価がなされていたが、本作では「STRENGTH」という数値でプレイヤーの腕が評価される仕組みとなっている。
また、メガドライブ版の前作に続き、通常モードの「ノーマルゲーム」と対戦モードの「ザ・デュエル」が選択できるようになっている。
「ザ・デュエル」モードの場合、1人プレイ時には敵キャラクターとの勝ち抜き戦になり、2人プレイ時には1対1のプレイヤー同士の対戦となっている。

## 設定

### ストーリー
悪しき巨人デス＝アダーとの戦いから三年の時が流れ、地上は今また悪の脅威にさらされようとしていた。閉ざされし闇の皇帝「ダーク＝ガルド」が復活し、この世界をふたたび混沌へと導こうとしているのである。「ダーク＝ガルド」は、その手始めとして人間の手からゴールデンアックスを奪った。
ゴールデンアックスを手中にした「ダーク＝ガルド」は、魔族を率いて地上の国々をことごとく破壊していった。もはやこの世界を救えるのは、かつてデス＝アダーを倒した三人の勇者のみ。今ふたたび、三人の戦いが始まる。

### ステージ構成
| ステージ | BGMタイトル                                | ボスキャラクター                      | クリア後のメッセージ |
| -------- | ------------------------------------------ | ------------------------------------- | --- |
| 1        | Ravaged Village （荒らされた村）           | ミノタウロス (×2)                     | AFTER THE BATTLE IN THE RAVAGED VILLAGE,WE DECIDED TO START FOR THE ANCIENT RUINS. （荒らされた村の戦いの後に、我々は古代の遺跡に発つ事を決意した。） |
| 2        | Ancient Ruins （古代の遺跡）               | デスアーマー                          | WE FOUND THE ENEMY WAS USING THE ANCIENT RUINS AS A BASE.WE HAVE DESTROYED IT,AND NOW WE LEAVE FOR THE ENEMY'S HEADQUARTERS. （我々は、敵が古代の遺跡を基地として使っていると気付いた。それを破壊し、そして今、敵の本拠地へと向かう。）                         |
| 3        | Enemy's Headquarters （敵の本拠地）        | ヘル＝リザード (×4)                   | TO REACH THE ENEMY'S CASTLE WHICH IS BLOCKED BY HIGH MOUNTAINS,WE RELUCTANTLY DECIDE TO MARCH THROUGH THE CAVE CALLED "DRAGON'S THROAT". （高い山により塞がれている敵の城に辿り着くために、我々は、不本意ながら「竜の喉」と呼ばれる洞窟を通って行く事にした。） |
| 4        | Dragon's Thloat （竜の喉）                 | ミノタウロス (×2) ヘル＝リザード (×2) | WE HAVE PASSED THROUGH THE LONG,RED HOT CAVE,AND FOUND THE CASTLE GATE STANDING IN FRONT OF US. （我々は、長く、そして赤熱した洞窟を通過し、城の門が我々の前に立っているのを発見した。）                                                                        |
| 5        | The Castle Gate （城門）                   | デスアーマー (×2)                     | OUR ENEMY,DARK GULD,MUST BE IN THIS CASTLE.NOW TAKE COURAGE!THE REAL BATTLE HAS JUST STARTED! （我々の敵「ダーク＝ガルド」はこの城にいるに違いない。今、勇気を持て! 本当の戦いが今はじめる。 ）                                                                 |
| 6        | Castle Of Dark Guld （ダーク＝ガルドの城） | ダーク＝ガルド                        | AFTER THE LONG,HARD BATTLE YOU FINALLY DEFEAT THE EVIL EMPEROR.NOW THE WORLD WILL BE AT PEACE AGAIN.YOU ARE A TRUE HERO! （長きに渡る厳しい闘いの果てに、遂にあなたは悪の皇帝を破った。今や、世界は再び平和になった。あなたは真の英雄である!）                  |

## キャラクター

### プレイヤーキャラクター
アックス＝バトラー
- 種族：バーバリアン
- 武器：ロングソード

本作では肩当が一方の肩に装備され、風の魔法を使用する。
ティリス＝フレア
- 種族：アマゾネス
- 武器：ショートソード

本作では衣装が白地に赤ラインのビキニから赤いビキニに変更された。前作と同じく炎の魔法を使用する。
ギリウス＝サンダーヘッド
- 種族：ドワーフ
- 武器：斧

本作では岩の魔法を使用する。

### 乗り物
チキンレッグ
毒のついた尻尾で攻撃する。
グリーンドラゴン
後ろ足で蹴り攻撃をする。
レッドドラゴン
口から吐き出す炎で攻撃する。

### 敵キャラクター
ザッカル (Zakkar)
棍棒を使用する下級兵士。体当たり攻撃を仕掛けてくる。
グリネス (Greness)
両手に長い鉤爪を持つ下級兵士。
魔法使い (Wizard)
魔法弾による攻撃を行う。倒すと魔法の書を落とす。前作のシーフの代役としても登場する。
スケルトン (Skeleton)
前作から唯一続投した敵。魔法使いにより闇の世界から召喚されたモンスター。攻撃力が高い。本作では鎌を武器とする。
ヘル＝リザード (Hell Lizard)
全身が硬い皮膚で覆われたリザードマン。鎧を着用し、剣と盾を使用する。
ミノタウロス (Minotauros)
頭部が牛、体部が人間の半獣人モンスター。トゲ付きのハンマーを使用し、体当たり攻撃を行う。
デスアーマー (Death Armor)
頭部がなく、鎧だけで中身を持たない巨大な騎士。顔のついた盾を所持し、鋸刃のついた剣で攻撃する。
ダーク＝ガルド (Dark Guld)
本作の最終ボス。ゴールデンアックスを使用し、スケルトンを召喚しながら戦う。魔法も使用する。

## 移植版
| No. | タイトル                                     | 発売日                                           | 対応機種                                           | 開発元                   | 発売元 | メディア | 型式                                                                           | 売上本数 | 備考                                                                             |
| --- | -------------------------------------------- | ------------------------------------------------ | -------------------------------------------------- | ------------------------ | ------ | --- | ------------------------------------------------------------------------------ | -------- | -------------------------------------------------------------------------------- |
| 1   | セガジェネシスコレクション                   | 2006年11月16日 2007年2月2日                      | PlayStation 2 PlayStation Portable                 | Digital Eclipse Software | セガ   | PS2:DVD-ROM PSP:UMD | -                                                                              | -        |                                                                                  |
| 2   | ゴールデンアックスII                         | 2007年6月5日 2007年7月6日 2007年11月6日          | Wii                                                | セガAM第7研究開発部      | セガ   | ダウンロード （バーチャルコンソール）                                                                                    | -                                                                              | -        |                                                                                  |
| 3   | Sonic's Ultimate Genesis Collection          | 2009年2月10日 2009年2月20日                      | PlayStation 3 Xbox 360                             | Backbone Entertainment   | セガ   | PS3:Blu-ray Disc XB360DVD-ROM                                                                                            | PS3: BLUS-30259 BLES-00475                                                     | -        | メガドライブ版の第1・2・3作を収録 日本国外での発売のみ、日本用機器でも動作は可能 |
| 4   | GOLDEN AXE II                                | 2010年10月26日                                   | Windows                                            | セガ                     | セガ   | ダウンロード (Steam) | -                                                                              | -        |                                                                                  |
| 5   | GOLDEN AXE II                                | 2011年4月21日 2011年4月22日                      | iPhone iPod touch (iOS)                            | セガ                     | セガ   | ダウンロード | -                                                                              | -        |                                                                                  |
| 6   | Sega Genesis Classics                        | 2018年5月29日 Switch 2018年12月7日 2018年12月6日 | Linux macOS PlayStation 4 Xbox One Nintendo Switch | d3t セガ                 | セガ   | ダウンロード (Steam、PlayStation Store、 Microsoft Store、 ニンテンドーeショップ) BD-ROM Nintendo Switch専用ゲームカード | PS4: CUSA-10828 CUSA-09771 XBO: INL-SE10663080 Switch: HAC-P-AQGKB HAC-P-AQGKA | -        |                                                                                  |
| 7   | Golden Axe II                                | 2022年10月27日                                   | SEGA Genesis Mini 2                                | エムツー                 | セガ   | プリインストール | MK-16310                                                                       | -        |                                                                                  |
| 8   | セガ メガドライブ for Nintendo Switch Online | INT 2022年12月16日                               | Nintendo Switch                                    | 任天堂 エムツー          | 任天堂 | ダウンロード | -                                                                              | -        |                                                                                  |

## 音楽
サウンドトラック
- ゴールデンアックス ザ ミュージック（2008年2月21日、ウェーブマスター）
本作の他に、『ゴールデンアックス（アーケード、メガドライブ版）』、『ゴールデンアックス デスアダーの復讐』、『ゴールデンアックスIII』、『ゴールデンアックス ザ デュエル』の音源を収録している。

## スタッフ
- プランナー：FUZZY（藤井一馬）
- キャラクター・デザイン：HIRO.K（川口博之）、REW
- 背景デザイン：TOYO.OZAKI（尾崎豊中）、SANT
- プログラマー：TAKUBON、K.KOBA
- サウンド・エフェクト：HATABAW（幡谷尚史）
- メッセージ：MARSH、KAKUTA（角田純悦）
- チェッカー：KYAMURA（中村篤彦）、MU（近藤智宏）、DEHEHE、AX（小野健一）、TAKA O（見吉隆夫）、SUNSET
- スペシャル・サンクス：U（内田誠）、GAS GES GOS
- カバー・イラストレーション：佐藤淳

## 評価
- ゲーム誌『ファミコン通信』のクロスレビューでは合計で27点（満40点）になっている [10]。

- ゲーム誌『メガドライブFAN』の読者投票による「ゲーム通信簿」での評価は以下の通りとなっており、20.95点（満30点）となっている[1]。また、同雑誌1993年7月号特別付録の「メガドライブ&ゲームギア オールカタログ'93」では、「基本的なゲーム内容はすべて前作を踏襲しているが、『II』は魔法を使うときに自由に威力を調節できるようになった。ポイントごとに効率よく使えるようになったため、より攻略に幅ができた。また演出も非常に派手になった。ゲーム中のグラフィックも美しくなり、名作の続編の名に恥じぬ一作」と紹介されている[1]。

| 項目 | キャラクタ | 音楽 | 操作性 | 熱中度 | お買得度 | オリジナリティ | 総合  |
| 得点 | 3.69       | 3.41 | 3.58   | 3.61   | 3.40     | 3.26           | 20.95 |

- ゲーム本『メガドライブ大全』（2004年、太田出版）では、「基本的には『デジャブの嵐』なんだけど、細かい点が遊びやすくなっている」と評している[14]。

## シリーズ作品
- ゴールデンアックス（1989年）
- ゴールデンアックス デスアダーの復讐（1992年）
- ゴールデンアックスIII（1993年）